# Jenő Uhlyárik
Jenő Uhlyárik (n. 15 octombrie 1893, Levoča, Košický kraj, Slovacia – d. 23 aprilie 1974, Budapesta, Republica Populară Ungară) a fost un scrimer maghiar, medaliat olimpic. A participat la o ediție a Jocurilor Olimpice (1924) în care a câștigat o medalie de argint.

## Participări
Lista de mai jos prezintă principalele competiții la care a participat Jenő Uhlyárik de-a lungul carierei.
- fencing at the 1924 Summer Olympics – men's team sabre[*]